# ۵۳۶ (میلادی)
۵۳۶ (میلادی) پانصد و سی و ششمین سال تقویم میلادی است.

## رویدادها
- شرایط حاد آب و هوایی ۵۳۵-۵۳۶

## زادگان
- آگاثیاس، شاعر و تاریخ‌نگار یونانی

## درگذشتگان
- ۲۲ آوریل - آگاپتوس یکم، پاپ کلیسای کاتولیک روم
- دسامبر - تئوداهاد، پادشاه اوستروگوت‌ها

‎